# Ulla (cràter)
Ulla és un cràter d'impacte en el planeta Venus de 10,4 km de diàmetre. Porta el nom d'un antropònim suec, i el seu nom va ser aprovat per la Unió Astronòmica Internacional el 1997.